# 霍爾茨巴赫河 (芬肯巴赫河支流)
52°2′10.91″N 8°35′54.91″E / 52.0363639°N 8.5985861°E
霍爾茨巴赫河（德語：Holzbach），是德國的河流，位於該國西部，處於北萊茵-威斯特法倫州，屬於芬肯巴赫河的右支流，流經比勒費爾德，河道全長2公里。